# 奥德拉特
奥德拉特是德国莱茵兰-普法尔茨州的一个市镇。总面积6.19平方公里，总人口635人，其中男性319人，女性316人（2011年12月31日），人口密度103人/平方公里。